# Martha Mendoza Loza
Martha Mendoza Loza (Llallagua, 11 de noviembre de 1907 – Sucre, 14 de agosto de 1988) fue una destacada educadora, escritora y activista social boliviana, reconocida por su lucha por los derechos de las mujeres, los indígenas y los sectores más vulnerables de la sociedad durante el transcurso del Siglo XX en Bolivia. Su pensamiento crítico y su firme postura pacifista durante la Guerra del Chaco (1932-1935) la convirtieron en una voz fundamental en la defensa de los derechos humanos en Bolivia.

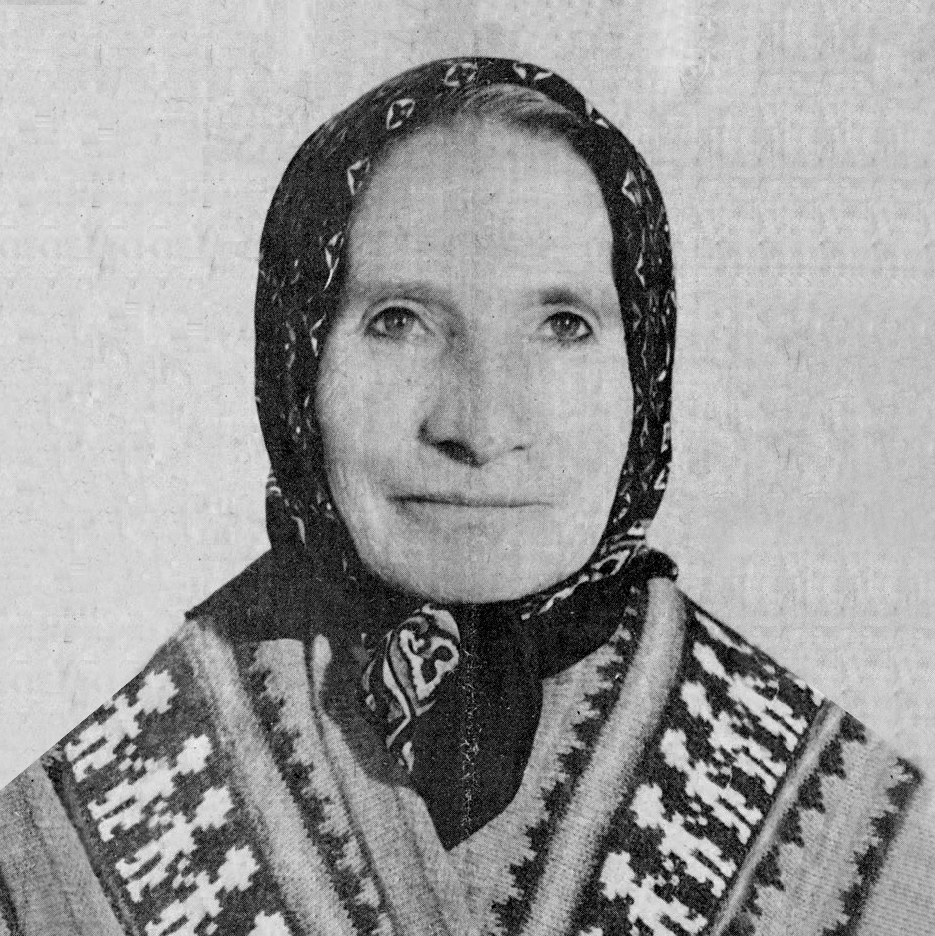
Martha Mendoza Loza

## Biografía

### Primeros años
Martha Mendoza Loza nació en el seno de una familia intelectual; su padre fue el reconocido médico y escritor Jaime Mendoza, y su madre, Matilde Loza, además de ser hermana de Gunnar Mendoza Loza. Fue criada por su tía Natividad Mendoza, quien influyó profundamente en su formación humanista e inculcó el amor por las letras. Realizó sus estudios primarios en el colegio Las Educandas, actual colegio Santa Ana, en Sucre. En 1926 se graduó como maestra normalista en la Escuela Normal de Señoritas de la misma ciudad Durante su formación y posterior labor enfrentó la exclusión y discriminación de género lo cual reforzó sus convicciones en defensa de los más desfavorecidos.

### Trayectoria como educadora
Ejerció su labor educativa entre 1927 y 1952, destacándose como directora y fundadora de instituciones. Enseñó en La Paz (1927-1936) y en Villamontes (1937), donde creó centros de enseñanza primaria con apoyo militar, además de dirigir el colegio Capitán Ustárez. En 1938 continuó en Vallegrande, y entre 1939 y 1946 dirigió varias escuelas en Potosí, Tupiza y La Paz, como la Escuela Profesional Femenina Ladislao Cabrera. Durante este tiempo fue también bibliotecaria del Ministerio de Agricultura (1942) y autora del libro inédito Retamar (1947). Reasumió la dirección de la escuela Ladislao Cabrera de 1948 a 1952.
Tras su participación en la Revolución como militante del MNR, fue nombrada Inspectora General de Educación Profesional Femenina en 1952, cargo que ocupó hasta 1955. Posteriormente, al promulgarse el Código de Educación Boliviana (1955), asumió como Subdirectora Nacional de Educación Técnica Femenina, y en 1959 se convirtió en la primera Directora Nacional de esta área. Mendoza luchó incansablemente por la jerarquía e independencia de esta institución, su labor y protesta impulsó la Ley de 1962 que equiparó la educación técnica femenina con la masculina, garantizando su importancia en el sistema educativo boliviano.

### Activismo y postura durante la Guerra del Chaco
Su activismo trascendió el ámbito educativo. Durante la Guerra del Chaco, se opuso firmemente al conflicto, denunciando la explotación de los indígenas y campesinos, quienes eran enviados al frente mientras las élites evitaban participar. Sus críticas a la corrupción gubernamental y su postura pacifista le valieron acusaciones de "derrotista" y represalias políticas. Durante esta época denunció la hipocresía de la narrativa patriótica "valientes solo en discurso", el racismo y abandono de soldados evacuados y enfocó su obra en las víctimas de la guerra

### Labor periodística y sindical
A través de su labor periodística en medios como expuso las injusticias sociales y defendió los derechos de los más desfavorecidos siendo criticada y luchando contra la censura gubernamental durante la Guerra. Colaboró en periódicos como La República, El Tiempo, La Razón, Última Hora, El Diario (La Paz); La Prensa, La Industria, La Capital, El País, La Tribuna (Sucre), La Prensa, Rebeldías, Alas, Sumac Orcko, Revolución (Potosí).
Martha Mendoza inició su activismo sindical ya como estudiante de la Escuela Normal de Señoritas de Sucre desde 1923, dedicándose por más de 60 años a la defensa de la educación y la justicia social. Durante la década de los 1930 participó activamente en conflictos del magisterio, defendiendo los derechos laborales de los maestros, especialmente de las mujeres, aunque sus esfuerzos no lograron evitar reformas que redujeron sus salarios. Lideró campañas a través de medios como radio y prensa, enfrentando represalias, incluyendo su confinamiento político en 1965. En 1986, a sus 78 años y con salud deteriorada, continuaba luchando por el mejoramiento educativo y social, negándose a jubilarse debido a su precaria situación económica.

### Labor en el Archivo y Biblioteca Nacionales de Bolivia
Desde 1965 trabajó como Subdirectora del Archivo y Biblioteca Nacionales de Bolivia (ABNB) hasta su muerte en 1988, donde fundó la Sección Infantil de la Biblioteca Nacional, dejando un legado perdurable en la promoción de la lectura. En 1968, sin consultar a la Biblioteca Nacional, se aprobó el Decreto Supremo N° 8228 , creando el Repositorio Nacional en La Paz y transfiriéndole la función de depósito legal que originalmente correspondía a la Biblioteca Nacional; el decreto redujo de dos a un ejemplar la entrega obligatoria para la Biblioteca Nacional, asignando los otros dos al nuevo Repositorio y a la Biblioteca "Franz Tamayo", lo que generó una fuerte protesta de Martha Mendoza en ejercicio de Directora Interina de la ABNB por considerar que se duplicaban funciones, se debilitaba la preservación del patrimonio bibliográfico y se privilegiaba a La Paz en perjuicio de la institución que ella representaba. El Repositorio Nacional nunca recibió apoyo suficiente para operar y posteriores normas restituyeron los dos ejemplares a la Biblioteca Nacional.

## Pensamiento y posturas
El pensamiento de Martha Mendoza fue complejo y multifacético, ella fue criticada por ser "tradicionalista y conflictiva" (1933), pero defendió sus principios conservadores "en cuanto lo nuevo fuese peor que lo viejo". Ella vio con ojos favorables las misiones evangélicas que promovían la instrucción de las mujeres indígenas. A pesar de luchar en contra de la disparidades educativas y salariales de las mujeres, Martha se opuso al voto femenino por considerar que reforzaría estructuras democráticas corruptas. En 1931, tras un allanamiento por parte del Gobierno se sustrae un panfleto comunista entre sus pertenencias, tendencia que de la que ella no escapó. Durante la Guerra del Chaco tomó una postura pacifista y se intentó silenciar su labor periodística al tildarla de derrotista, también se manifestó contra el racismo y a favor de las víctimas de la Guerra. Fue una de las primeras mujeres militantes del MNR y participó de la Revolución de 1952.

## Obras y reconocimientos

### Publicaciones

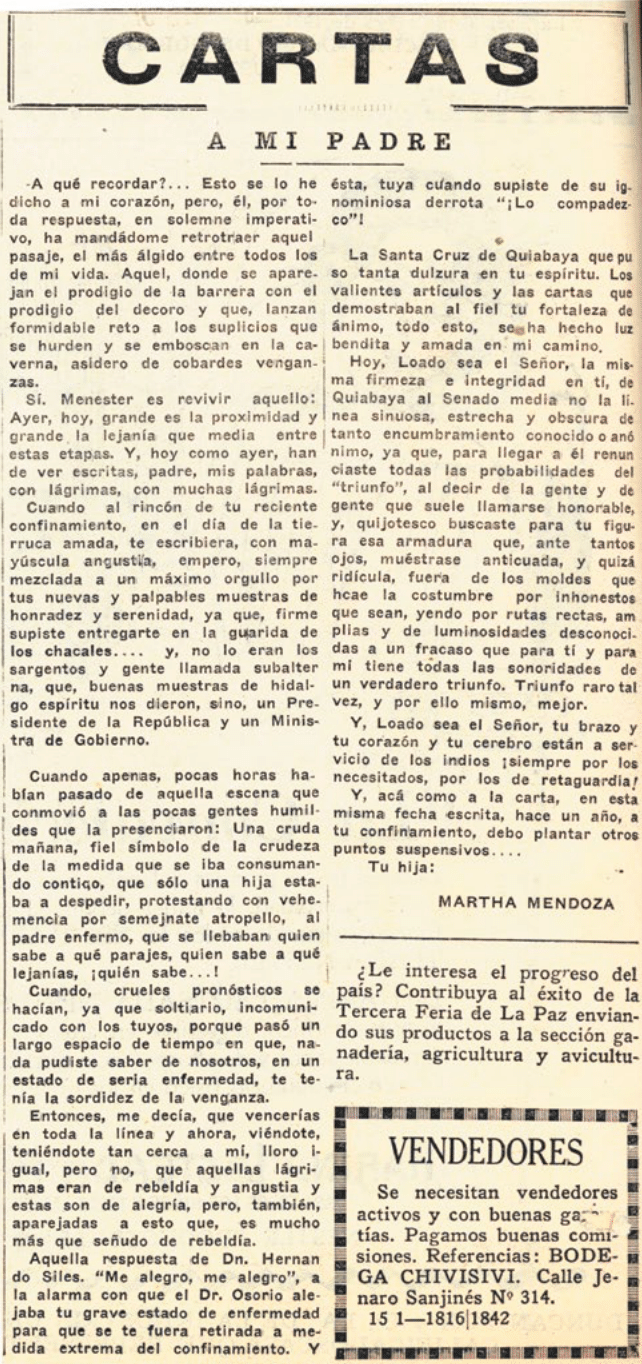
Facsímil de Publicación de Martha Mendoza

Martha Mendoza destacó como escritora desde temprana edad y cuenta con numerosas publicaciones, varias de ellas dedicadas a su padre, Jaime Mendoza, y una gran cantidad de artículos publicados en diversos periódicos del país. 
Entre sus obras más representativas están:
- Hojas al viento (compilación de artículos, 1927-1974)
- Retamar (libro de lectura, inédito, 1947)
- Surcos (versos para niños, inpedito, 1949).
- Anotaciones breves para una biografía de Jaime Mendoza (1974).

### Distinciones y legado

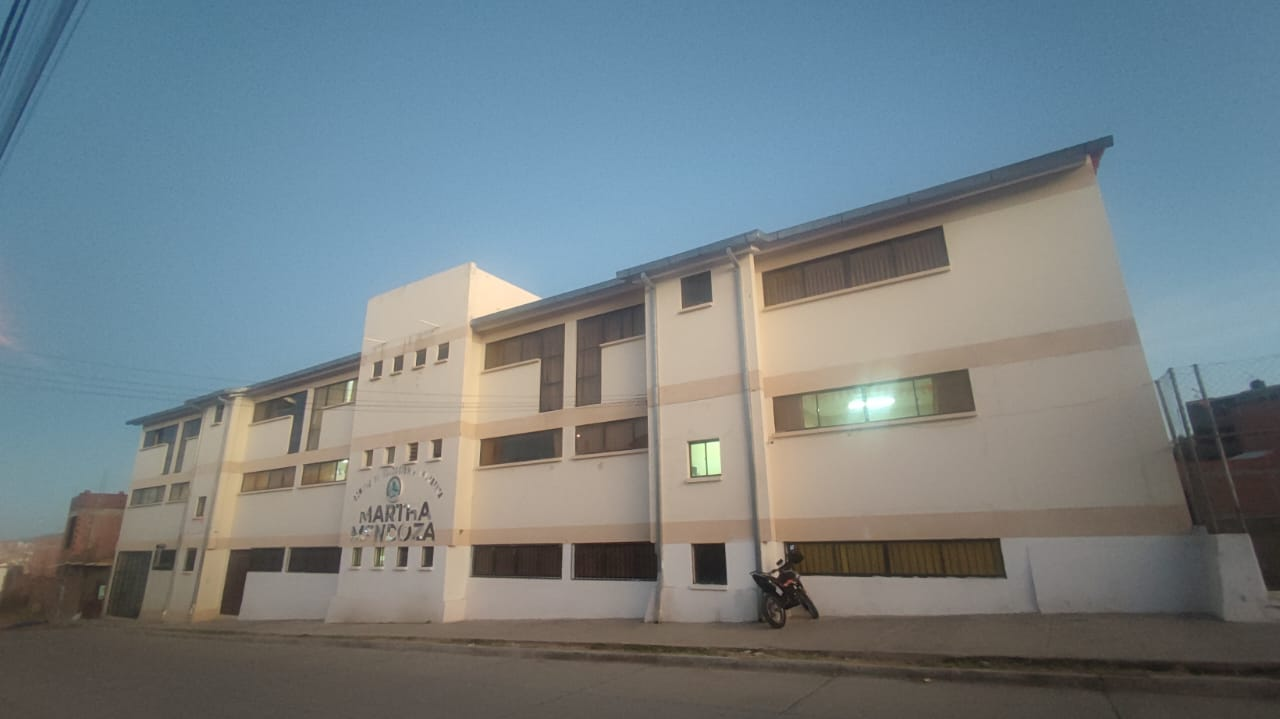
CEA Martha Mendoza. Sucre, Bolivia.

Recibió importantes condecoraciones:
- Cóndor de los Andes
- Orden del Mérito a la Educación (1987)
- Gran Orden Boliviana de la Educación (1988, póstumo)
- Varias instituciones educativas llevan su nombre en honor a su labor.